# Соннак, Гильом де
Гийо́м де Сонна́к (фр. Guillaume de Sonnac; ум. 1250) — великий магистр ордена тамплиеров с 1247 года.

## Ранние годы
Гийом де Соннак родился в дворянской семье во французском регионе Руэрг. Дата его рождения достоверно не известна. Он был описан Матвеем Парижским как «сдержанный и осмотрительный человек, который также был квалифицирован и опытен в делах войны».
Соннак вступил в орден тамплиеров в молодости и через какое-то время стал магистром ордена в Аквитании. Он прибыл в Святую Землю примерно осенью 1247 года, найдя «остатки Иерусалимского королевства в тяжелом состоянии». Великий магистр  Арман де Перигор был взят в плен в битве при Форби в 1244 году, и после безуспешных двухлетних переговоров о его освобождении Соннак был предложен в качестве нового главы ордена. Так, не прожив на Востоке и года, он стал великим магистром тамплиеров.

## Военная карьера

### Седьмой крестовый поход
К 1247 году христиане потеряли крепости Тверия, Фавор, Белвуар и Аскалон. Это побудило короля Людовика IX Французского начать новую кампанию против мусульман. Он высадился в Лимассоле (Кипр) 17 сентября 1248 года. Соннак отплыл из Акко, чтобы встретиться с ним и сделать приготовления. Вскоре после этого новый великий магистр получил от эмира ас-Салиха предложение о мире. Однако французский король запретил Соннаку вести переговоры без его ведома. Это привело к началу Седьмого крестового похода.

### Осада Дамьетты
5 июня 1249 года французская крестоносная армия и тамплиеры Соннака высадились в Египте. Христиане направились к Дамьетте, так же как и воины Пятого крестового похода. После продолжительного боя мусульмане были вынуждены отступить, оставив город практически без защиты. На следующий день Дамьетта была без боя занята крестоносцами.
В конце ноября Соннак и король Людовик IX начали движение на Каир по дороге через Эль-Мансуру.

### Битва при Эль-Мансуре
Эль-Мансура защищала путь в центральный Египет. Мусульманам помогал разлившийся Нил, но 8 февраля 1250 года местный бедуин показал крестоносцам брод. Соннак, граф Роберт I д’Артуа, брат короля, и Уильям II Лонгеспе, предводитель английских рыцарей, начали штурм мусульманского лагеря, не дождавшись основных сил крестоносцев. Застигнутые врасплох египтяне быстро отступили от берега реки в город, и Роберт д’Артуа необдуманно помчался в погоню.
Жан де Жуанвиль утверждает, что граф начал преследование мусульман, чтобы не выглядеть трусливым. Тамплиеры в свою очередь «полагали, что они будут опозорены, если они позволят графу следовать впереди себя». Матвей Парижский сообщает что Соннак был вынужден пойти на штурм города из-за поведения графа. Роберт д’Артуа «ревел и скверно ругался» и обвинял тамплиеров и другие религиозные ордена в упадке Иерусалимского королевства. Испытывая отвращение к графу, Соннак тем не менее вернулся к своим воинам и призвал их готовиться к тяжелому бою с численно превосходящим противником.
В итоге трое командиров крестоносцев повели своих уставших воинов, не имея подкреплений, на штурм Эль-Мансуры. Они были окружены, «как остров в море». Соннак отказался сдаться, и его тамплиеры сражались до последнего воина. Лонгспи был убит в бою, Роберт д’Артуа тоже погиб или утонул, пытаясь спастись бегством. Соннак смог уцелеть, хотя до того считался в большей степени дипломатом, чем умелым бойцом. Магистр получил тяжелые ранения и потерял глаз, из его войска уцелело всего два рыцаря из первоначальных 280. Он сумел выбраться из города и встретиться с основной армией крестоносцев. Несмотря на ранения, Соннак отказался от получения медицинской помощи и вернулся в строй.

### Битва при Фарискуре
Христианские войска расположились лагерем за пределами города и находились под постоянным обстрелом. Главный штурм мусульмане провели 6 апреля, и Соннак вместе с франкскими рыцарями вступил в бой. Он бился на берегу реки, пока не был убит.
Рядом с воинами Готье де Шатийона сражался брат Соннак, магистр тамплиеров, с теми немногими братьями, что пережили битву во вторник. Он организовал защитный вал... Сарацины начали атаку и использовали греческий огонь. Не дожидаясь, пока пламя, охватившее укрепления крестоносцев, прогорит. бросились на защитников среди палящего пламени. И в этой битве брат Уильям (Гийом), магистр тамплиеров, потерял второй глаз, а первый он потерял в предыдущей битве, и погиб...
.
Смерть Соннака и капитуляция короля Людовика IX отметили бесславное окончание Седьмого крестового похода. В качестве великого магистра тамплиеров Соннака сменил Рено де Вишье.

## Летописец
Соннак был первым великим магистром, который заботился о письменной фиксации всех аспектов деятельности ордена. Он распорядился, чтобы архивы тамплиеров были кодифицированы и хранились в надежном месте. Парадоксально, что о человеке, инициировавшем создание самой подробной записи о жизни ордена, не осталось даже данных о дате и месте рождения.